# Maria Ribeiro
Maria do Amaral Ribeiro (Río de Janeiro, 9 de novembre de 1975) és una actriu i directora de cinema brasilera.

## Biografia
Ve d'una família de classe mitjana de Rio de Janeiro. Abans de treballar com a actriu va estudiar periodisme en la Pontifícia Universitat Catòlica de Rio de Janeiro. Va treballar en telenovel·les com A Escrava Isaura, interpretant a Malvina, i a Luz do Sol, interpretant a Zoé. També actuo com la jove Julia en la pel·lícula Separações, dirigida per l'actor i també director carioca Domingos de Oliveira.

## Vida privada
Als 21 anys es va casar amb l'actor Paulo Betti, vint-i-quatre anys més gran que ella. D'aquest matrimoni el 2003 va néixer el seu primer fill, João. Actualment està casada amb l'actor Caio Blat, amb qui ha tingut el seu segon fill, Bento, el 2010. El 2015 la parella es va separar, però poc després tornaren a unir-se. El 2017 finalment es van separar.
Ha afirmat ser bisexual.

## Filmografia

### Televisió
| Año  | Título                     | Personaje             |
| ---- | -------------------------- | --------------------- |
| 1994 | Memorial de Maria Moura    |                       |
| 1994 | Confissões de Adolescente  |                       |
| 1994 | Incidente em Antares       | Gessy                 |
| 1995 | História de Amor           | Bianca Moretti        |
| 1996 | O Rei do Gado              | Maria                 |
| 1996 | Malhação                   | Denise                |
| 1999 | Mulher                     |                       |
| 2001 | A Padroeira                | Rosa Maria            |
| 2004 | Metamorphoses              | Patrícia              |
| 2004 | A Escrava Isaura           | Malvina Cunha Almeida |
| 2005 | Prova de Amor              | Raquel Miranda        |
| 2007 | Luz do Sol                 | Zoé Bacelar           |
| 2009 | Poder paralelo             | Marília de Castro     |
| 2011 | Oscar Freire               | Rita                  |
| 2012 | Rey Davi                   | Mical                 |
| 2013 | Copa Hotel                 | Maria Bartolomeu      |
| 2014 | Império                    | Danielle Falcão       |
| 2020 | Desalma                    | Giovana               |
| 2020 | Todas as Mulheres do Mundo | Renata                |

### Cinema
| Any  | Títol                                      | Personatge            | Nota(s)      |
| ---- | ------------------------------------------ | --------------------- | ------------ |
| 1999 | Orfeu                                      | Joana                 |              |
| 2000 | Os Idiotas Mesmo                           | Veu                   | Curtmetratge |
| 2000 | Tolerância                                 | Ana Maria             |              |
| 2001 | O Xangô de Baker Street                    | Glória                |              |
| 2002 | Separações                                 | Júlia                 |              |
| 2003 | Km 0                                       | Ela                   | Curtmetratge |
| 2003 | Vinte e Cinco                              |                       | Curtmetratge |
| 2005 | Carreiras                                  |                       |              |
| 2007 | Tropa d'elit                               | Rosane                |              |
| 2009 | Ouro Negro - A Saga do Petróleo Brasileiro | Camila Camargo Mattos |              |
| 2010 | Histórias de Amor Duram Apenas 90 Minutos  | Júlia                 |              |
| 2010 | Não Se Pode Viver sem Amor                 | Malu                  |              |
| 2010 | Tropa de Elite 2: O Inimigo Agora É Outro  | Rosane                |              |
| 2013 | Entre Nós                                  | Silvana               |              |
| 2016 | Barata Ribeiro, 716                        | Natielle              |              |
| 2017 | Como Nossos Pais                           | Rosa                  |              |

## Premis i nominacions
| Any  | Associacions                                      | Categoria                | Nominacions      | Resultat  | Ref    |
| ---- | ------------------------------------------------- | ------------------------ | ---------------- | --------- | ------ |
| 2007 | Prêmio Qualidade Brasil                           | Millor actriu secundària | Tropa d'elit     | Guanyador | [ 8 ]  |
| 2015 | Los Angeles Brazilian Film Festival               | Millor actriu secundària | Entre Nós        | Guanyador | [ 9 ]  |
| 2017 | Festival de Gramado                               | Millor actriu            | Como Nossos Pais | Guanyador | [ 8 ]  |
| 2018 | Grande Prêmio do Cinema Brasileiro                | Millor actriu            | Como Nossos Pais | Guanyador | [ 10 ] |
| 2018 | XXIV Mostra de Cinema Llatinoamericà de Catalunya | Millor actriu            | Como Nossos Pais | Guanyador | [ 11 ] |
| 2018 | Festival SESC Melhores Filmes                     | Millor actriu            | Como Nossos Pais | Guanyador |        |
| 2018 | Prêmio Guarani de Cinema Brasileiro               | Millor actriu            | Como Nossos Pais | Guanyador | [ 12 ] |